# Onițcani
Onițcani es una comuna y pueblo de la República de Moldavia ubicada en el distrito de Criuleni.
En 2004 la comuna tiene una población de 2089 habitantes, de los cuales 2014 son étnicamente moldavos-rumanos y 26 rusos.
Se conoce su existencia desde 1604. Se ubica en una zona de manantiales y alberga una iglesia con un estilo arquitectónico único en el país.
Se ubica unos 10 km al suroeste de Criuleni, junto a la carretera R4.